# Choi Tae-uk
Pour les articles homonymes, voir Choi.
Dans ce nom coréen, le nom de famille, Choi, précède le nom personnel.
Choi Tae-uk (né le 13 mars 1981 à Incheon, Corée du Sud) est un footballeur sud-coréen.